# Georg Cornelissen

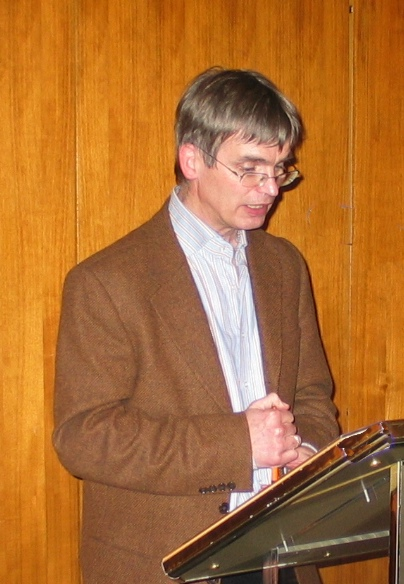
Georg Cornelissen (2006)

Georg Cornelissen (* 1954 in Kevelaer) ist ein deutscher Sprachwissenschaftler und Spezialist für die Sprachen des Niederrheins.
Georg Cornelissen war bis April 2021
als Leiter der Abteilung Sprachforschung beim „Institut für rheinische Landeskunde und Regionalgeschichte“ im Landschaftsverband Rheinland in Bonn tätig und lebt mit seiner Frau und den beiden gemeinsamen Kindern in Bonn. Er ist der Verfasser zahlreicher Bücher zu den Dialekten und Regiolekten im Rheinland, zur regionalen Sprachgeschichte und grenzübergreifenden deutsch-niederländischen sowie rheinländisch-westfälischen Sprach- und Dialektforschung.

## Leben
1983 wurde er nach einem Studium der Sprachwissenschaften, Geschichte und des Niederländischen in Köln und Bonn von der Universität Bonn promoviert. Das Thema seiner Doktorarbeit was das Niederländische im preußischen Gelderland und seine Ablösung durch das Deutsche, beginnend im späten 18. und im Verlauf des 19. Jahrhunderts.
Danach war er in den 1980er Jahren als Mitarbeiter am Amt für rheinische Landeskundes des Landschaftsverbands Rheinland an der Entwicklung der Rheinischen Dokumenta beteiligt, einer einfachen Lautschrift für die lokalen Sprachen und Dialekte der Regionen vom Niederrhein bis zur südlichen Pfalz.
2007 übernahm er die Leitung des damaligen Instituts für rheinische Landeskunde und Regionalgeschichte des Landschaftsverbands Rheinland von Fritz Langensiepen, der in den Ruhestand ging. Seit 2008 ist Cornelissen im Beirat der Akademie för uns Kölsche Sproch.
Für sein jahrzehntelanges sprachwissenschaftliches Engagement erhielt er im Juni 2021 das Verdienstkreuz am Bande der Bundesrepublik Deutschland.

## Schriften
- Das Niederländische im preussischen Gelderland und seine Ablösung durch das Deutsche. Untersuchung zur niederrheinischen Sprachgeschichte der Jahre 1770 bis 1870 (= Rheinisches Archiv. Band 119). Röhrscheid, Bonn 1986, ISBN 3-7928-0488-3 (zugleich: Bonn, Universität, Dissertationsschrift, 1983).
- Georg Cornelissen, Alexander Schaars, Timothy Sodmann, Unter Mitarbeit von/met medewerking van Christa Hinrichs (Hrsg.): Dialekt à la carte. Dialektatlas Westmünsterland – Achterhoek – Liemers – Niederrhein (= Rheinische Mundarten. Band 5). 1. Auflage. Rheinland-Verlag, Köln (Pulheim) 1993, ISBN 3-7927-1395-0 (zwei weitere Ausgaben verschiedener Verlage unter ISBN 3-927851-66-3 und ISBN 90-73667-12-7).
- Eva-Maria Schmitt, Kreis Neuss (Hrsg.): Dialekte und Dialektliteratur in der Euregio Rhein-Maas-Nord / Dialecten en dialectliteratuur in de euregio Rijn-Maas-Noord. Rheinland-Verlag, Pulheim bei Köln 1997.
- Rheinisches Deutsch. Wer spricht wie mit wem und warum. 2. Auflage. Greven Verlag, Köln 2005, ISBN 3-7743-0367-3.
- Wie spricht der Niederrhein? Ein Quiz von Georg Cornelissen (= Veröffentlichung des Landschaftsverbandes Rheinland, Amt für Rheinische Landeskunde Bonn). 1. Auflage. Greven Verlag, Köln 2007, ISBN 978-3-7743-0401-7.
- Der Niederrhein und sein Deutsch. Sprechen tun et fast alle (= Veröffentlichung des Landschaftsverbandes Rheinland, Amt für Rheinische Landeskunde Bonn). 2. Auflage. Greven Verlag, Köln 2007, ISBN 978-3-7743-0394-2.
- Meine Oma spricht noch Platt. Wo bleibt der Dialekt im Rheinland? (= Veröffentlichung des Landschaftsverbandes Rheinland, Amt für Rheinische Landeskunde Bonn). 1. Auflage. Greven Verlag, Köln 2008, ISBN 978-3-7743-0417-8.
- mit Heinz Eickmans (Hrsg.): Familiennamen an Niederrhein und Maas – von Angenendt bis Seegers/Zeegers (= Schriftenreihe der Niederrhein-Akademie / Academie Nederrijn. Band 9). Pomp, Bottrop 2010, ISBN 978-3-89355-263-4 (In Zusammenarbeit mit dem LVR-Institut für Landeskunde und Regionalgeschichte).
- mit Hanna Mangen: Zwischen Köttelbecke und Ruhr – Wie spricht Essen? 1. Auflage. Klartext-Verlag, Essen 2010, ISBN 978-3-8375-0308-1 (Veröffentlichung des LVR-Instituts für Landeskunde und Regionalgeschichte).
- Emmericher Geschichtsverein e. V. (Hrsg.): Jans(s)en vom Niederrhein – die Erfolgsgeschichte eines Namens (= Beiträge zur Geschichte der Stadt Emmerich. Band 43). 2. Auflage. Boss-Verlag, Kleve 2011, ISBN 978-3-89413-173-9.
- mit Dagmar Hänel (Hrsg.): Leben im niederrheinischen Dorf – das Beispiel Hünxe. Greven Verlag, Köln 2013, ISBN 978-3-7743-0609-7 (Veröffentlichung des LVR-Instituts für Landeskunde und Regionalgeschichte).
- Wie spricht der Niederrhein? Dat Quiz mit noch mehr Fragen. Greven Verlag, Köln 2014, ISBN 978-3-7743-0619-6.
- Kleine Sprachgeschichte von Nordrhein-Westfalen. Greven-Verlag, Köln 2015, ISBN 978-3-7743-0654-7.
- Düsseldorfisch. Eine Stadt und ihre Sprache. Greven Verlag, Köln 2017, ISBN 978-3-7743-0685-1.
- Kölsch. Porträt einer Sprache. Greven, Köln 2018, ISBN 978-3-7743-0901-2.
- dat & wat. Der Sprachatlas für das Land am Rhein zwischen Emmerich und Eifel. Greven, Köln, 2021, ISBN 978-3-7743-0932-6.
- Der Niederrhein und sein Deutsch. Prakesiere kömmt van ärme Lüj. Greven Verlag, Köln 2022, ISBN 978-3-7743-0951-7.
- Nix für ungut! Wörter und Wendungen vom Niederrhein. Greven Verlag, Köln 2024, ISBN 978-3-7743-0978-4.